# کمک ناوبری

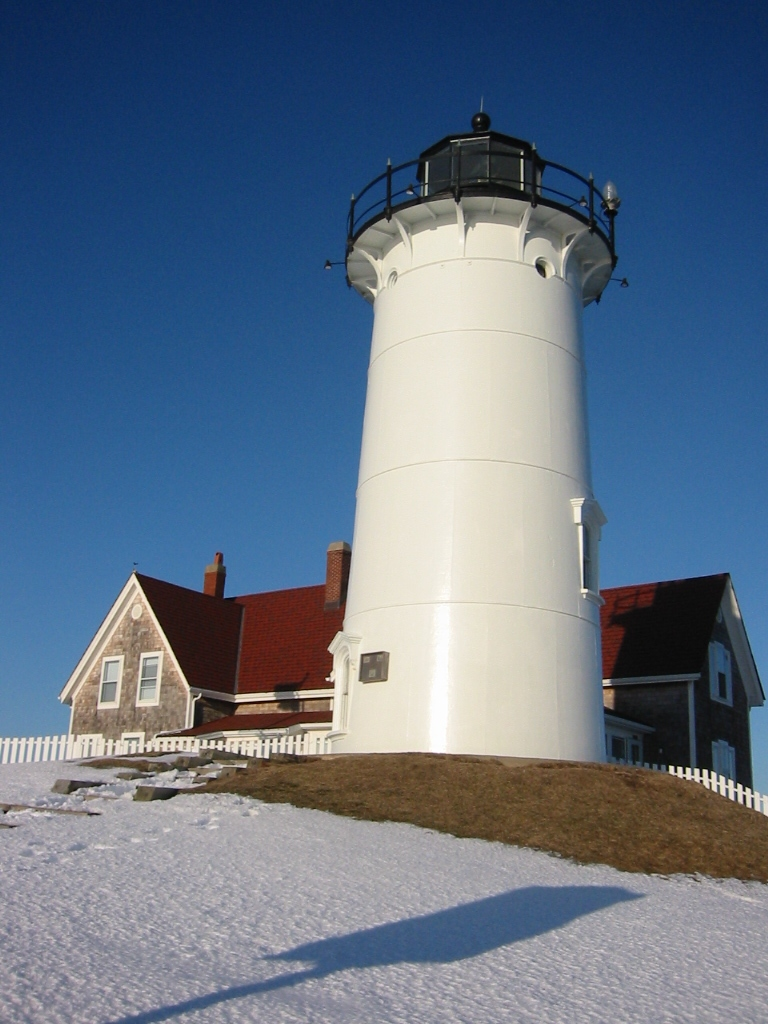
فانوس دریایی

کمک ناوبری به هر گونه فعالیت یا دستگاهی می‌گویند که به مسافران برای ناوبری کمک می‌کند. این اصطلاح معمولاً برای سفرهای دریایی یا هوایی به کار می‌رود. انواع رایج دستگاه‌های کمک ناوبری عبارتند از فانوس دریایی، بویه، بوق مه و برج ناوبری.